# Тодор Веселиновић
Тодор Веселиновић (Нови Сад, 22. октобар 1930 — Атина, 17. мај 2017) био је југословенски фудбалер, један од најбољих југословенских стрелаца свих времена, четири пута најбољи лигашки голгетер, клупски рекордер Војводине који је током играчке каријере наступао и за Партизан, Сампдорију, Вијену, Унион Сен Жилоа, Аустрију Клагенфурт и Пролетер Зрењанин.

## Биографија
Веселиновић је поникао у подмлатку новосадске Слоге (раније име за Војводину) као један од најбољих ученика тренера Банета Секулића. За боје новосадских „црвено-белих“ одиграо је укупно 196 првенствених утакмица и постигао 126 голова, што представља клупски рекорд Војводине. Играо је с великим успехом крило, полутку и вођу навале.
Током одслужења војног рока 1952. играо је за београдски Партизан и на 53 утакмице постигао 50 голова. Кад се вратио у Нови Сад и наставио да игра за Војводину, четири пута (од чега трипут узастопно) је био најбољи лигашки стрелац: у сезони 1955/56. (заједно са Мујићем и Огњановом) постигао је 21 гол; 1956/57. - 28 голова; 1957/58. - 19 голова и 1960/61. заједно са Прљинчевићем) - 16 голова.
Кад се 1961. растао од Војводине, играо је као професионалац у Италији, Аустрији и Белгији. Прво је носио дрес екипе Сампдорију из Ђенове, за коју је играо две и по године (1961—1963), затим бечке Вијене, а из Аустрије је отишао за Белгију где је једну сезону (1964—1965) играо за бриселски Унион Сен Жилоа. Онда се опет вратио у Аустрију где је у екипи Аустрије Клагенфурт (Целовец) био играч и тренер ове екипе све до 1969, кад је и започео тренерску каријеру. Последњу сезону као играч (1967/68) провео је у зрењанинском Пролетеру.
Уз шест утакмица за „Б“ селекцију (1954—1959) и 14 за младу репрезентацију, за коју је постигао рекордних 20 голова, у 37 сусрета носио је дрес најбоље селекције и постигао 28 голова. Дебитовао је 14. маја 1953. у пријатељском сусрету са Белгијом (3:1) у Бриселу, а последњу утакмицу за репрезентацију одиграо је 4. јуна 1961. против Пољске у Београду.
На олимпијском турниру 1956. у Мелбурну одиграо је све три утакмице за репрезентацију Југославије и постигао четири гола. Учествовао је и на Светском првенству 1958. у Шведској и у сусрету против Француске (3:2) постигао два гола, први и победоносни.
У дресу репрезентације одиграо је неколико утакмица које су остале запамћене по његовим изванредним играма. На утакмици против Велса (3:1), која је играна 22. септембра 1954. у Кардифу, ушао је у игру тек у другом полувремену (заменио Дворнића) и - постигао сва три гола за Југославију. У сусрету против Аустрије (4:3) у јесен 1958. у Бечу такође је постигао три поготка.
По престанку с активним играњем, посветио се тренерском позиву. Почео је као и технички референт Војводине и тренер Пролетера из Зрењанина, а наставио у Колумбији где је водио екипу Санта Фе и национални тим Колумбије на олимпијском турниру 1972.
После неуспеха репрезентације Југославије на Светском првенству у Шпанији, 25. септембра 1982. именован је за савезног капитена, али се због неуспеха репрезентације на Првенству Европе повукао 12. јула 1984. и преузео тренирање турског прволигаша Фенербахчеа из Истанбула, а радио је и у Италији и Грчкој.